# Sumatloria minima
Sumatloria minima är en insektsart som beskrevs av Andrej Vasiljevitj Gorochov 2003. Sumatloria minima ingår i släktet Sumatloria och familjen syrsor. Inga underarter finns listade i Catalogue of Life.